# Hyaenosa strandi
Hyaenosa strandi är en spindelart som beskrevs av Lodovico di Caporiacco 1940. Hyaenosa strandi ingår i släktet Hyaenosa och familjen vargspindlar.
Artens utbredningsområde är Etiopien. Inga underarter finns listade i Catalogue of Life.